# Polyetherimidová vlákna

Chemická struktura polyetherimidu

Polyetherimidová vlákna (PEI) jsou výrobky z vysoce aromatických termoplastů.

## Výroba
Průmyslově se vlákno vyrábí z granulátu, který se extruduje při teplotě 350-400°C a zvlákňuje tavnou technologií s odváděcí rychlostí do 2000 m/min. Z úspěšných laboratorních pokusů je známé elektrostatické zvlákňování PEI a výroba porézních vláken ze zpěněného materiálu.
Ve 3. dekádě 21. století dodávají PEI vlákna na světový trh firmy: Nanovia, Kuraray a SABIC. Údaje o rozsahu výroby nejsou publikovány. 

## Druhy vyráběných vláken
Stříž 1,4- 7,2 dtex, 0,5- 75 mm, zkadeřená 38-75 mm
Filament 1,7 dtex (x 36-600)

## Vlastnosti
Specif. hustota 1,28 g/cm3, tažná pevnost 27 cN/tex, tažnost 38 % (nedloužená až 80 %), hořlavost 44 LOI, velmi nízká navlhavost 0,3 %, dobrá odolnost proti mnoha chemikáliím

## Použití
- Krátká vlákna – matrice „ve vlákenné formě“ pro kompozity, v kombinaci s dlouhými skleněnými nebo uhlíkovými vlákna pro kompozity na součásti letadel a aut
- Netkané textilie – filtry na agresivní plyny a chemikálie
- Staplové příze – (směsi s vlnou) na oděvní textilie[7]
- Elektronické Cigarety